# 310

## Narození
- Apollinaris z Laodiceje – hlavní představitel apollinarismu.
- Decimus Magnus Ausonius, římský básník († 395)

## Úmrtí
- 16. ledna? – Svatý Marcel I., 30. papež katolické církve
- 17. srpna – Svatý Eusebius, papež

## Hlavy států
- Papež – Marcel I. (308–309 nebo 310)? » Eusebius (309 nebo 310)
- Římská říše – Constantinus I. (306–337) + Galerius (305–311) + Licinius (308–324) + Maximinus Daia (310–313) + Maxentius – uzurpátor (306–312) + Maximianus (286–305, 307–308, 310)
- Perská říše – Šápúr II. (309–379)
- Kušánská říše – Šaka (305–335)